# 尾西鉄道デホワ1000形電車
尾西鉄道デホワ1000形電車（びさいてつどうデホワ1000がたでんしゃ）は、尾西鉄道が1924年（大正13年）に新製した木造電動貨車である。（旧）名古屋鉄道に鉄道事業が譲渡された後、名岐鉄道を経て（現）名古屋鉄道の車両となり、1941年（昭和16年）の形式称号改定でデワ1000形に改められた。
本形式の一部は太平洋戦争中に電動客車化されモ1300形電車となったほか、戦後は全車両が電気機関車化されデキ1000形電気機関車になった。本項ではこれらについても詳述する。

## 沿革
尾西鉄道は1898年（明治31年）4月に弥富駅 - 津島駅間を開業させた汽車鉄道である。1900年（明治33年）には新一宮駅まで延伸し当座の目的を果たしたが、1914年（大正3年）に名古屋電気鉄道が津島に進出し、同社の津島線が津島・名古屋間の最短ルートとなったことで、尾西鉄道は旅客輸送に大きな打撃を受けた。
最終的に尾西鉄道は津島線を継承した（旧）名古屋鉄道との競争に敗れ、1925年（大正14年）に事業を名鉄に譲り渡すことになるが、競争の過程で尾西鉄道は路線の延伸や電化といった対抗策を講じており、1922年（大正11年）より電車運転を開始していた。尾西鉄道は開業時より貨物輸送も盛んで、沿線の繊維産業の原料や製品、農産物を運ぶ貨車を蒸気機関車が牽引していたが、電化に伴い新たに投入したのがデホワ1000形電動貨車である。
有蓋貨車の両端に運転台を取り付けた外観で、鉄骨木製車体の中央部に鋼製の荷物扉を設けた。1924年（大正13年）1月に4両（1001 - 1004）、1925年（大正13年）5月に2両（1005・1006）が日本車輌製造で製作されたが、1924年製と1925年製とで一部機器が異なっていた。1924年製は日本車輌製MCB-1台車、三菱製MB-64-A電動機（65 馬力×4）、三菱製KR-58直接制御器を、1925年製はブリル製50-Eアーチバー台車、ウェスティングハウス（WH）製J-546電動機（65 馬力×4）、WH製K35直接制御器である。制動装置はともにWH製SM-3直通ブレーキ。集電装置はパンタグラフとトロリーポールを併用したが、1002をのぞきポール撤去時にパンタを中央部から端部に移設した。
デホワ1000形は尾西鉄道の事業が名鉄に引き継がれた後も、尾西線となった同線の貨物輸送を中心に使用され、1941年（昭和16年）には形式称号が変更されデワ1000形となった。このうちデワ1003・デワ1004の2両は太平洋戦争中に広見線へ転属し、貨車改造のサ40形、サ60形付随客車を牽引して土田駅（現・可児川駅）付近の軍需工場への工員輸送を担った。その後、1944年（昭和19年）には輸送力増強のためデワ1000形も客車化することになり、モ1300形電車（1301・1302）となった。
客車化にあたり窓の増設などが施されたが、座席は設置されなかった。立席定員はモ1300形が80人、サ40形が48人、サ60形が52人で、編成に椅子が1台もない、まさに工員輸送特化の列車であった。そのため終戦によって工員輸送が終了すると役目を終え、モ1300形（1301・1302）は元のデワ1000形（1003・1004）に、付随客車は元の貨車にそれぞれ戻された。
デワ1000形が6両に復した後、1954年（昭和29年）頃に荷物室内に電気空気圧縮機が搭載された。荷物室が機器に占有されて電動貨車として使えなくなり、形式名をデキ1000形電気機関車に改めた。機関車となったものの外観は電動貨車同然で、自動ブレーキ化、制御器や電動機の換装、乗務員扉の新設などの改造を経ても原型から大きな変化はなかった。
デキ1000形は600V線区で使用され、末期はデキ1001は西尾線、デキ1002 - デキ1006は広見・小牧線に所属した。デキ1001・デキ1004は1960年（昭和35年）、デキ1003・デキ1006は1963年（昭和38年）、デキ1002・デキ1005は1964年（昭和39年）に廃車となり、形式消滅した。
このうちデキ1003は廃車後1963年（昭和38年）8月に北恵那鉄道に譲渡され、同社デキ501となった。デキ501は北恵那鉄道初の電気機関車で、当初は導入を機に旅客電車が貨車を牽く貨客混合列車運転をやめ、デキ501による貨車牽引に切り替えることが考えられていた。しかし元電動貨車のデキ501の牽引力は同社のデ8形電車にも劣る非力ぶりで、結局中津町駅構内の入換作業や中津町駅 - 山之田川駅間の区間輸送といった限定的な用途にしか使えず、混合列車の解消はかなわないまま1972年（昭和47年）に廃車解体された。